# عقد 1400 هـ
عقد 1400 هـ هو الفترة بين عام 1400 إلى 1409 في التقويم الهجري، أي العشر سنوات الأولى من القرن الخامس عشر الهجري.